# Johannes Hänsch

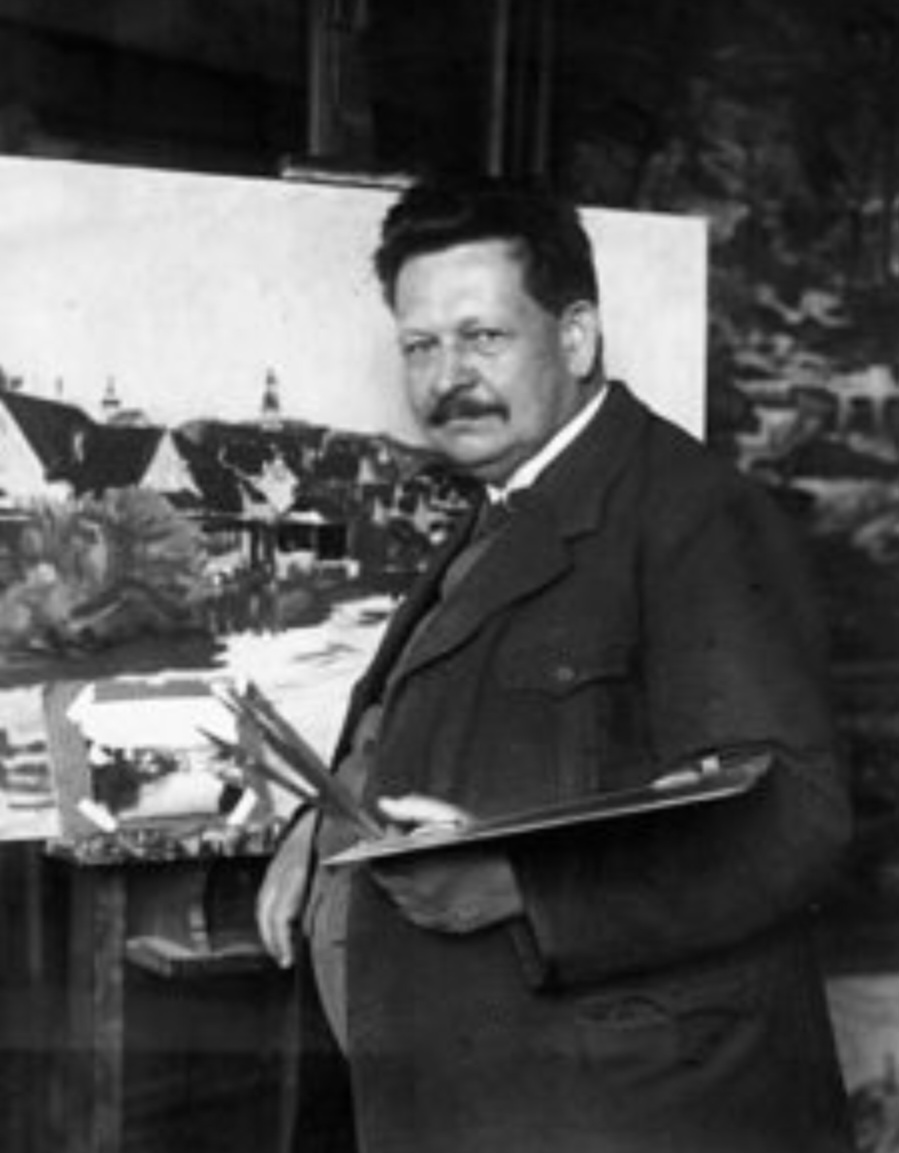
Johannes Hänsch, ca. 1925

Johannes Friedrich Heinrich Hänsch (* 24. Juni 1875 in Berlin; † 29. April 1945 in Berlin-Buch) war ein deutscher Landschaftsmaler und Bildhauer.

## Leben
Hänsch wurde als Sohn des Bildhauers Adolf Hänsch und seiner Gemahlin Johanna (geborene Lehmann) in der elterlichen Wohnung in der Pionierstraße 6 (heute Blücherstraße 9) in der Tempelhofer Vorstadt geboren. Er begann seine künstlerische Ausbildung im Atelier seines Vaters und setzte sie zunächst in den Werkstätten anderer Bildhauer fort, ehe er beschloss Maler zu werden. Am 11. Dezember 1897 begann er ein Studium an der „Königlich akademischen Hochschule für die Bildenden Künste“ in Berlin bei Eugen Bracht, Friedrich Kallmorgen und Paul Vorgang. Er wurde Schüler der Meisterklasse für Landschaftsmalerei der Akademie bei Professor Albert Hertel.

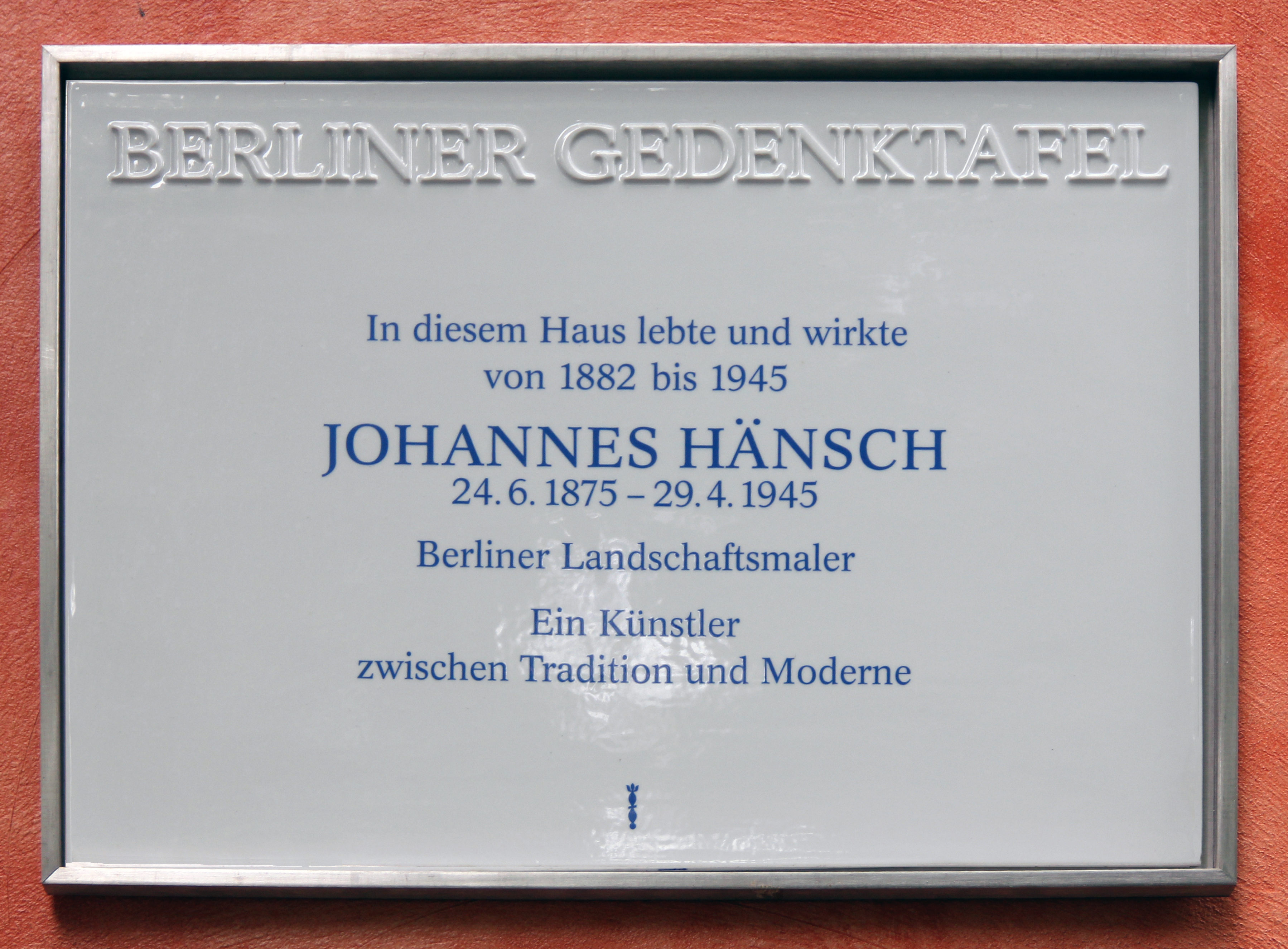
Gedenktafel

Als freischaffender Landschaftsmaler war er Mitglied im „Verein Berliner Künstler“. Seit 1903 nahm Hänsch jährlich an der Großen Berliner Kunstausstellung sowie an den Ausstellungen des Vereins Berliner Künstler und im Münchner Glaspalast teil. Seine farbenfrohe Malerei zeigte einen deutlichen Einfluss des Impressionismus. Er malte fast ausschließlich menschenleere Landschaften aus allen Gegenden Deutschlands. Bilder mit der Darstellung menschlicher Gestalten bildeten eine seltene Ausnahme, aber er schuf einige meist witzige Selbstporträts.
Nach Beginn des Ersten Weltkriegs wurde Hänsch wegen überstandener Tuberkulose vom Militärdienst freigestellt.

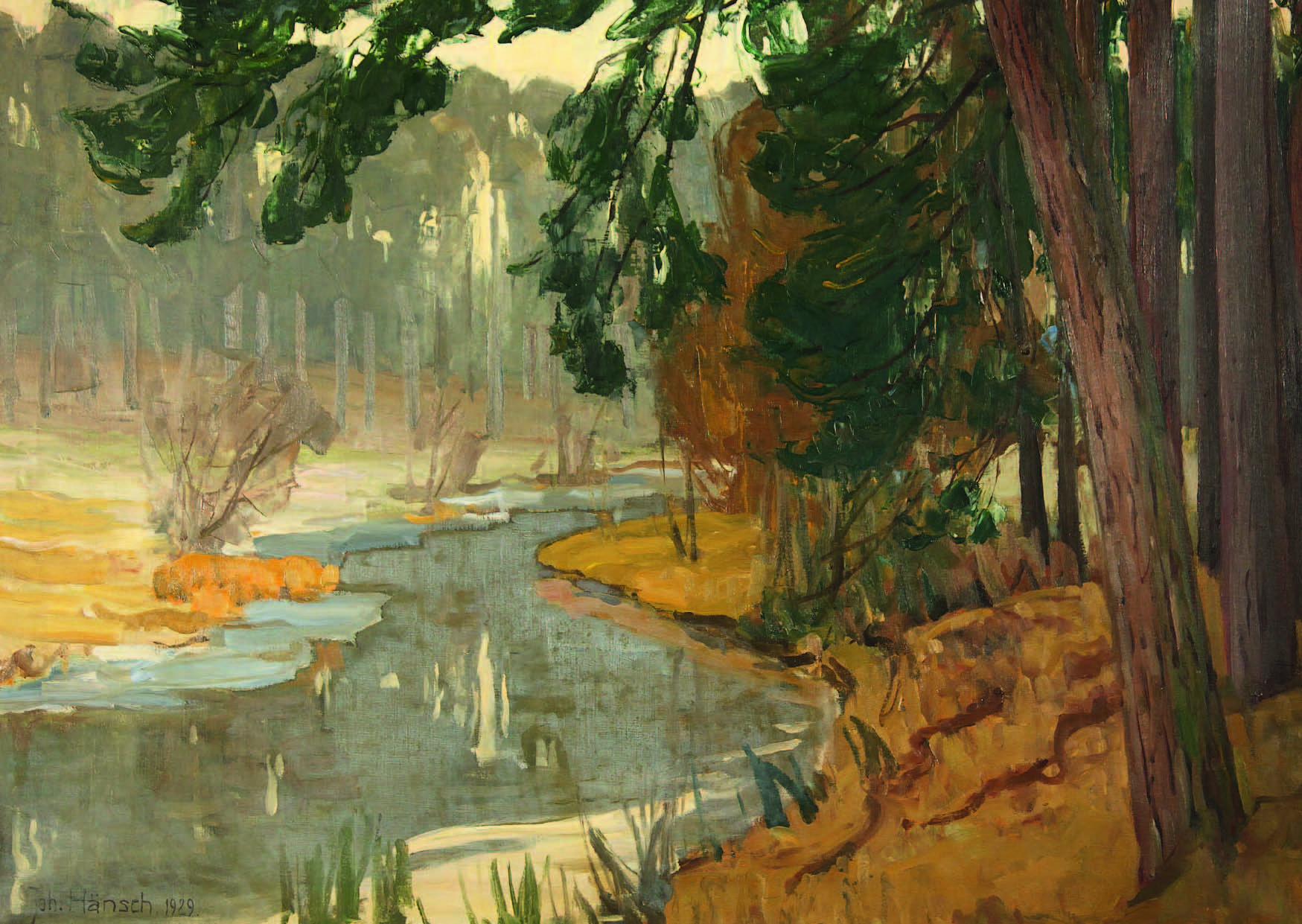
Löcknitz

Auch nach der Aktion „Entartete Kunst“ 1937 blieb er der Landschaftsmalerei treu und schuf keine Bilder auf politische Bestellung.
Hänsch war als Junggeselle unabhängig. Am 24. März 1945 schrieb er im Testament seiner Haushälterin Fräulein Marie Walter als Alleinerbin sein ganzes Vermögen mit dem Haus, Atelier und allen Werken zu. Er starb im Krankenhaus Berlin-Buch im belagerten Berlin in den letzten Tagen des Zweiten Weltkriegs.

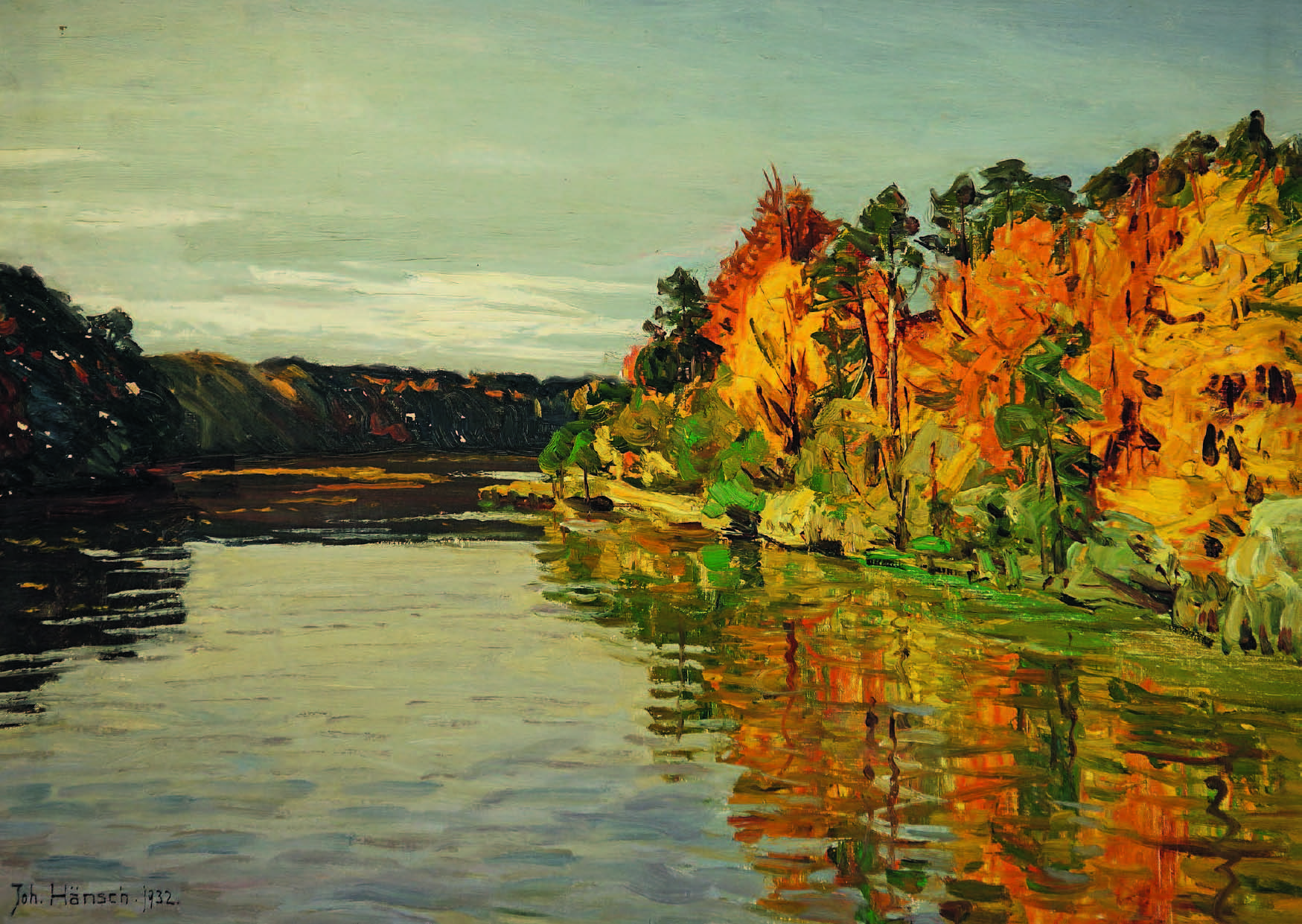
Herbst am Hellsee